# 奥田達士
奥田 達士（おくだ たつひと、1968年8月10日 - ）は、日本の俳優。東京都出身。クリオネ所属。同志社大学中退。劇団M.O.P.出身。

## 出演

### テレビドラマ
- 演技者。『黒いハンカチーフ』（2002年4月 - 5月、フジテレビ） - 村木 役
- 連続テレビ小説（NHK）
  - まんてん（2002年） - アカツキ重工・別所潔 役
  - 梅ちゃん先生（2012年） - 山田教授 役
  - 半分、青い。（2018年） - 菱松電機・部長 役
  - エール（2020年） - 山崎 役
- 白い巨塔（2003年、フジテレビ） - 金井達夫 役
- 相棒シリーズ（テレビ朝日）
  - season1（2002年） - 梅沢刑事 役
  - season2（2004年） - 梅沢刑事 役
  - season6（2008年） - 草葉成彦 役
  - season13（2015年） - 江田哲男 役
  - season18（2019年） - 三島幸彦 役
  - season21（2023年） - 澤田洸平 役
- 検事・朝日奈耀子3（2005年、テレビ朝日） - 江藤健作 役
- こちら本池上署（2005年、TBS） - 北田友行 役
- 劇団演技者。（2005年、フジテレビ） - 境医師 役
- 危険なアネキ（2005年、フジテレビ） - 瀬古博也 役
- 結婚できない男（2006年、関西テレビ・フジテレビ） - 立花正志 役
- アンフェア#スペシャル『コード・ブレーキング〜暗号解読』（2006年、関西テレビ・フジテレビ） - 吉田刑事 役
- 土曜ドラマ・ハゲタカ（2007年、NHK） - 平田政夫 役
- 法の庭（2007年） - 平川刑事 役
- アベレイジ『不倫女の週末』（2008年3月29日、フジテレビ）
- 西村京太郎サスペンス 十津川警部シリーズ 生命〜ベールに包まれた誕生の秘密〜（2008年10月13日、TBS） - 富永誠 役
- サラリーマン金太郎 第6話（2008年11月14日、テレビ朝日） - 町村哲 役
- そうか、もう君はいないのか（2009年1月12日、TBS）
- 仮面ライダーディケイド（2009年、テレビ朝日） - 鳴滝 役
  - 侍戦隊シンケンジャー 第21話（2009年、テレビ朝日） - 鳴滝 役
  - 烈車戦隊トッキュウジャーVS仮面ライダー鎧武 春休み合体スペシャル（2014年3月30日、テレビ朝日） - 鳴滝 役
- 官僚たちの夏（2009年7月12日、TBS） - 通産省の技師 役
- 行列48時間（2009年10月23日、NHK） - バーテンダー 役
- JIN-仁-（TBS） - 松本良順 役
  - JIN-仁-（2009年10月11日 - 12月20日）
  - 開局60周年記念ドラマ JIN-仁- 完結編（2011年4月17日 - 6月26日）
- 交渉人〜THE NEGOTIATOR〜（2009年11月12日、テレビ朝日） - レストランオーナー 役
- サムライ・ハイスクール（2009年11月14日、日本テレビ） - 竹本 役
- 東京DOGS 第6話（2009年11月22日、フジテレビ）
- 853〜刑事・加茂伸之介　第2話（2010年1月21日、テレビ朝日） - 宇佐見正 役
- 特上カバチ!! 第9話（2010年3月14日、TBS） - 刑事 役
- 警部補 矢部謙三（2010年4月 - 6月、テレビ朝日） - 木下刑事 役
- 土曜ワイド劇場（テレビ朝日）
  - 「交渉人 遠野麻衣子・最後の事件」（2010年6月26日、テレビ朝日） - 中山博光 役
  - 「終着駅の牛尾刑事VS事件記者冴子 森村誠一の完全犯罪の使者」（2010年12月18日、テレビ朝日） - 高坂真也 役
- ハンチョウ〜神南署安積班〜シリーズ3 第9話（2010年8月30日、TBS） - 三井 役
- 大河ドラマ（NHK）
  - 龍馬伝 第46話（2010年11月14日） - 土佐藩上士 役
  - 八重の桜 第48話 （2013年12月1日） - 川上操六 役
  - いだてん〜東京オリムピック噺〜 第43話、第44話 （2019年11月17日、11月24日） - 国会議員（柳田秀一） 役
- ホンボシ〜心理特捜事件簿〜 第4話（2011年2月10日、テレビ朝日） - 堀孝行 役
- 花ざかりの君たちへ〜イケメン☆パラダイス〜2011（2011年7月-9月、フジテレビ） - 樹桃雄 役
- 謎解きはディナーのあとで 第3話（2011年11月1日、フジテレビ） - 宮下弘明 役
- 運命の人（2012年1月-3月、TBS） - 川崎一郎 役
- ハンチョウ〜警視庁安積班〜 第10・11話（2012年6月11・18日、TBS） - 坂元英樹 役
- 東野圭吾ミステリーズ 第2話「犯人のいない殺人の夜」（2012年7月12日、フジテレビ） - 小田刑事 役
- MONSTERS 第5話（2012年11月18日、TBS） - 大河原六郎 役
- 積木くずし（2012年、フジテレビ） - 吉本医師 役
- ドラマW「女と男の熱帯」第1話（2013年1月20日、WOWOW）
- 科捜研の女（テレビ朝日）
  - SEASON 12 最終話（2013年3月14日） - 近藤雅史 役
  - SEASON 17 第12話（2018年2月8日） - 弓原公彦 役
- 金曜プレステージ「浅見光彦シリーズ47 平城山を越えた女」（2013年5月10日、フジテレビ） - 東谷警部 役
- 遺留捜査 第3シリーズ 第7話（2013年5月29日、テレビ朝日） - 中川弘志 役
- ドラマ特別企画・たった一度の約束〜時代に封印された日本人〜（2014年2月26日、テレビ東京） - 孫文 役
- トクボウ 警察庁特殊防犯課（2014年4月-6月、読売テレビ） - 高清水剛士 役
- 警視庁捜査一課9係 season9 第3話（2014年7月23日、テレビ朝日） - 富樫文則 役
- 東京スカーレット〜警視庁NS係 第3話（2014年7月29日、TBS） - 白川三千雄 役
- 京都人情捜査ファイル 第2話（2015年5月7日、テレビ朝日） - 小藤卓 役
- スペシャリスト4（2015年12月12日、テレビ朝日） - 瀬戸不二夫 役
- 家族ノカタチ（2016年、TBS） - 澤喜伸 役
- 刑事7人（テレビ朝日）
  - 第2シリーズ 第2話（2016年7月20日） - 安斉亨 役
  - 第9シリーズ 第6話・第7話（2023年7月12日・19日） - 中澤徹 役
- グ・ラ・メ!〜総理の料理番〜（2016年7月 - 9月、テレビ朝日） - 牛倉哲夫 役
- CRISIS 公安機動捜査隊特捜班 第3話・第7話（2017年4月25日・5月23日、関西テレビ） - 土岐田宗利 役
- 潔癖クンの殺人ファイル3（2017年6月23日、フジテレビ） - 瀬戸内昇 役
- 99.9-刑事専門弁護士- SEASON II 第2話（2018年1月21日、TBS） - 内田検察官 役
- 月曜名作劇場 「税務調査官・窓際太郎の事件簿33」（2018年3月5日、TBS） - 樫村陽介 役
- 噂の女 第8話 - 最終話（2018年6月9日 - 23日、BSジャパン） - 深川秘書 役
- SUITS/スーツ 第9話（2018年12月3日、フジテレビ） - 沢城啓也 役
- ミス・ジコチョー〜天才・天ノ教授の調査ファイル〜 第1回（2019年10月18日、NHK総合） - 大山法政 役
- 陰陽師（2020年3月29日、テレビ朝日） - 源経基 役
- 竜の道 二つの顔の復讐者 第1話（2020年7月28日、関西テレビ、フジテレビ） - 井口部長 役
- 月曜プレミア8 「嫌われ監察官 音無一六6」（2020年） - 阿武川康 役
- タリオ 復讐代行の2人 第1話（2020年10月9日、NHK総合・BS4K） - 大槻弁護士 役
- リコカツ 第1話（2021年4月16日、TBS） - 人事部長 役
- 女神の教室〜リーガル青春白書〜 第2話（2023年1月16日、フジテレビ） - 天野吉竹（向日葵の父） 役
- 世にも奇妙な物語’23 夏の特別編「お姫様クラブ」（2023年6月17日、フジテレビ） - 遠藤良平 役[1][2]

### 映画
- 県庁の星（2006年、東宝） - 入来剛 役
- デスノート / デスノート the Last name（2006年、ワーナー・ブラザース映画） - 相沢 役
- アフタースクール（2008年、クロックワークス） - 唐沢 役
- ザ・マジックアワー（2008年、東宝） - 医者 役
- 仮面ライダーシリーズ（東映）
  - 劇場版 仮面ライダーディケイド オールライダー対大ショッカー（2009年） - 鳴滝 役
  - 仮面ライダー×仮面ライダー W&ディケイド MOVIE大戦2010（2009年） - 鳴滝 / ゾル大佐 役
  - 仮面ライダー×スーパー戦隊 スーパーヒーロー大戦（2012年） - 鳴滝 / ドクトルG 役
  - 平成ライダー対昭和ライダー 仮面ライダー大戦 feat.スーパー戦隊（2014年） - 鳴滝 役
- 日本のいちばん長い日（2015年、東宝） - 高島辰彦  役
- 真田十勇士（2016年、松竹・日活） - 大野治長 役

### 舞台
- 東京原子核クラブ - 林田清太郎 役
- ユーミン×帝劇 vol.2 「あなたがいたから私がいた」（2014年10月）
- 現代能楽集VIII『道玄坂綺譚』（2015年11月8日 - 21日）[3]

### Webドラマ
- ネット版 仮面ライダーディケイド オールライダー超スピンオフ（2009年、東映） - 鳴滝 他 役
- ネット版 仮面ライダー×スーパー戦隊 スーパーヒーロー大変 〜犯人はダレだ?!〜（2012年、東映） - 鳴滝 役
- RIDER TIME 仮面ライダーディケイド VS ジオウ/ディケイド館のデス・ゲーム（2021年、東映特撮ファンクラブ） - 仮面男 / 鳴滝 役

### バラエティ
- シアワセ結婚相談所（2010年1月26日、NTV） ※面相学・姓名判断などで、日本タレント名鑑の全男性タレント中から森口博子の理想の結婚相手として番組に呼ばれ、1分間のフリートークの後「森口を理想の結婚相手と認めるならメールアドレスを受け取る」という選択でそのメモを受け取った

### CM
- 東芝
  - ツインでかでか冷蔵室置けちゃうビッグ「出入りする食材たち篇」（2006年11月 - ）
  - エアコン大清快「エアコン主観篇」（2006年12月 - ）